# Santa Maria de Palautordera
Santa Maria de Palautordera est une commune de la province de Barcelone, en Catalogne, en Espagne, de la comarque du Vallès Oriental.

## Géographie
Commune située à 46 km de Barcelone, au pied du Massif du Montseny.
| Sant Esteve de Palautordera                     | Fogars de Montclús          |             |
| Sant Pere de Vilamajor                          | Santa Maria de Palautordera | Sant Celoni |
| Llinars del Vallès, Vilalba Sasserra (sur 65 m) | Vallgorguina                |             |

## Personnalités
- Joan Cañellas, joueur de handball, champion du monde en 2013.